# 2.5D
El 2.5D ("dimensió dos i mig"), perspectiva de 3/4 i pseudo-3D són els termes que s'utilitzen per descriure ja sigui:
- Projeccions gràfiques en 2D i tècniques que fan que una sèrie d'imatges o escenes semblin ser de tres dimensions (3D), quan en realitat no ho són.
- En un videojoc de manera tridimensional que es limita a un plànol de dues dimensions.

Comuns en l'àmbit de la geomàtica i els videojocs, aquestes projeccions també han estat útils en la visualització geogràfica per ajudar a entendre representacions espacials visual-cognitives o de visualització 3D.
Els termes perspectiva 3/4 i vista 3/4 tenen el seu origen en el retrat i el reconeixement facial, en els quals s'utilitzen per descriure una visió de la cara d'una persona que és fins a cert punt entre una vista frontal i una vista lateral.

## Gràfics per ordinador

### Axonometria i projecció obliqua

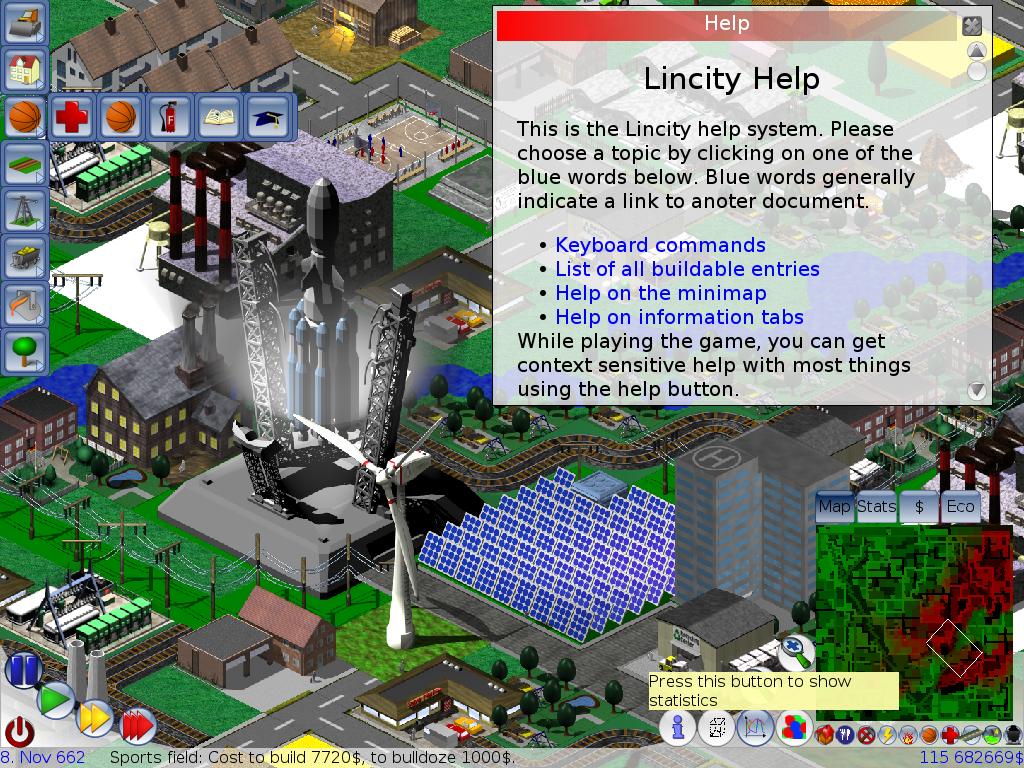
A Lincity, elements axonomètrics en 2D són utilitzats per crear un entorn en 2.5D.

En la projecció axonomètrica i la projecció obliqua, dues formes de projecció paral·lela, el punt de vista es gira lleugerament per revelar altres facetes del medi ambient que són visibles en una perspectiva d'a dalt cap avall o vista lateral, produint així un efecte tridimensional. Un objecte és "considerat que està en una posició inclinada en escorç resultant dels tres eixos", i la imatge és una representació "en un sol plànol (com una superfície de dibuix) d'un objecte tridimensional col·locat en un angle al plànol de projecció".
Són punts de vista de càmera populars entre els videojocs en 2D, més comunes en els videojocs alliberats per a consoles de 16-bits o anteriors, en jocs per a videoconsola portàtil, així com més tard en jocs d'estratègia i de rol.
Hi ha tres divisions principals de la projecció axonomètrica: isomètrica (d'igual mesura), dimètrica (simètrica i asimètrica), i trimètrica (d'una sola vista o solament dos costats). El més comú d'aquest tipus de dibuix en dibuix tècnic és la projecció isomètrica. Aquesta projecció està inclinada de manera que els tres eixos creen angles iguals en intervals de 120 graus. En els jocs de vídeo, una forma de projecció dimétricas amb una proporció de píxels 2:1 és més comú a causa dels problemes de anti-aliasing i píxels quadrats que es troben en la majoria dels monitors d'ordinador.
En una projecció obliqua en general totes les línies paral·leles als eixos estan dibuixats a escala, i les diagonals i línies corbes es distorsionen. Un senyal de projecció obliqua és que la cara apuntant cap a la càmera conserva els seus angles rectes pel que fa al plànol de la imatge.
Dos dels exemples més consistents de la projecció obliqua són en la sèrie The Legend of Zelda en jocs per Game Boy, Game Boy Color i Game Boy Advance, i la sèrie de Pokémon per a la consola Nintendo DS. Exemples de projecció axonomètrica inclouen els últims jocs en la sèrie SimCity, i els jocs de rol com Diablo i Baldur's Gate.

### Billboarding
En escenes tridimensionals, el terme billboarding (en espanyol, "tanca publicitària" o "panell publicitari") s'aplica a una tècnica en la qual els objectes són de vegades representats per imatges bidimensionals aplicades a un únic polígon que normalment es manté perpendicular a la línia de visió. El nom es refereix al fet que els objectes es veuen com si es dibuixa en una tanca publicitària. Això pot ser utilitzat amb bons resultats per a un significatiu augment del rendiment quan la geometria és prou distant que pot ser perfectament substituït amb un sprite 2D. En els jocs, aquesta tècnica s'aplica amb major freqüència en partícules com a fum, espurnes, pluja, i en la vegetació de baix detall. Un exemple en l'ús d'aquesta tècnica és el joc Jurassic Park: Trespasser. Des de llavors s'ha convertit en alguna cosa comú, i es troba en molts jocs com Rome: Total War, on s'aprofita per mostrar simultàniament milers de soldats individuals en un camp de batalla. Altres exemples són els primers shooters en primera persona com Doom i Hexen.

### Skyboxesiskydomes
Skyboxes i skydomes són mètodes utilitzats per crear fàcilment un fons per fer un nivell de joc es vegi més gran del que realment és. Si el nivell està tancat en una galleda, el cel, les muntanyes llunyanes, edificis distants, i altres objectes es tornen inassolibles en les cares de la galleda usant una tècnica anomenada mapatge de galleda, creant així la il·lusió de voltants tridimensionals distants. Un skydome empra el mateix concepte, però utilitza una esfera en lloc d'un galleda.
Com un observador es mogui a través d'una escena 3D, és comuna que la Skybox o skydome a romangui estacionària pel que fa a l'observador. Aquesta tècnica li dona a la Skybox la il·lusió d'estar molt lluny, ja que altres objectes en l'escena semblen moure's mentre que la llotja no ho fa. Això imita la vida real, on els objectes distants, com els núvols, els estels i les muntanyes, fins i tot sembla estar immòbil quan el punt de vista es desplaça per les distàncies relativament petites. En efecte, tot en una Skybox semblen infinitament distant de l'espectador.

### Escala al llarg de l'eix Z
En alguns jocs, els sprites s'escalen major o menor en funció de la seva distància al reproductor, produint la il·lusió de moviment al llarg de l'eix Z (cap a davant). El videojoc de 1986 de Sega, Out Run és un bon exemple d'aquesta tècnica, encara que va ser precedit per Pole Position de Namco en 1982, mentre que els primers contendents es remunten a mitjan decenni de 1970:
Interceptor, llançat per Taito Corporation en 1975, i Moto-Cross (rebatejat com Fonz el mateix any i Road Race, llançat per Sega en 1976.

### Parallax scrolling

Un exemple de parallax scrolling

La paral·laxi es refereix a quan una col·lecció de sprites en 2D o capes de sprites estan fets per moure's de manera independent l'u de l'altre i/o el fons per crear un sentit de profunditat agregada. La tècnica va sorgir de la tècnica de càmera multiplà utilitzat en l'animació tradicional des de la dècada de 1940. Aquest tipus d'efecte gràfic es va utilitzar per primera vegada en el joc d'arcade Moon Patrol de 1982. Els exemples inclouen Sonic the Hedgehog, Street Fighter II i Dracula X Chronicles. També apareix en Donkey Kong Country: Tropical Freeze, quan està carregant l'entrada a un nivell.

### Mode 7
El Mode 7 és un efecte del sistema de visualització que inclou rotació i l'escala, va permetre un efecte 3D en moviment en qualsevol adreça sense cap tipus de models 3D reals, i va ser utilitzat per simular gràfics 3D en sistemes com els de SNES.

### Mapa topològic, normal, i per paral·laxi

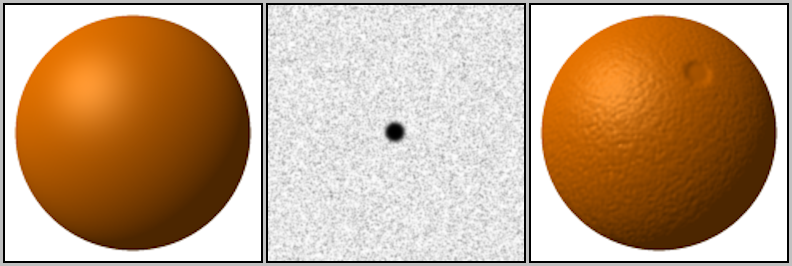
Una esfera sense mapa topològic (esquerra). El mapa topològic a ser aplicat a l'esfera (al mig). L'esfera amb el mapeado topològic aplicat (dreta).

El mapa topològic, normal, i per paral·laxi són tècniques que s'apliquen a les textures en aplicacions de renderitzat 3D tals com a videojocs per simular cops i arrugues en la superfície d'un objecte sense necessitat d'utilitzar més polígons. Per a l'usuari final, això significa que les textures tals com a parets de pedra tindrà profunditat més evident i, per tant, major realisme amb menys d'una influència sobre el rendiment de la simulació.

## Disseny gràfic

L'ombreig fals i les reflexions fan que aquestes icones de l'escriptori semblin tridimensionals.

El terme també es refereix a un efecte d'ús freqüent en el disseny de les icones i les interfícies gràfiques d'usuari (GUI en anglès), on es crea una lleugera il·lusió 3D per la presència d'una font de llum virtual a l'esquerra (o en alguns casos, dreta), i per sobre del monitor d'ordinador d'una persona. La font de llum en si és sempre invisible, però els seus efectes s'observen en els colors més clars per a la part superior i esquerra, simulant la reflexió i els colors més foscos de la dreta i per sota d'aquests objectes, l'ombra de la simulació.

## Jocs tridimensionals amb un camp de joc en 2D
El terme "2.5D" també s'aplica als jocs en 3D que usen gràfics poligonals per representar el món i/o personatges, però el joc dels quals es limita a un pla 2D. Exemples inclouen Pandemonium, Einhänder, Klonoa: Door to Phantomile, Nights into Dreams..., Yoshi's Story, Viewtiful Joe, Shadow Complex, Strider 2, Kirby 64: The Crystal Shards, Duke Nukem: Manhattan Project, Tomba!, Trine, The Simpsons Game (DS), New Super Mario Bros., Sonic Rivals, Sonic Rush, Bionic Commando Rearmed, New Super Mario Bros. Wii, Donkey Kong Country Returns i Kirby's Return to Dream Land. La sèrie Crash Bandicoot de vegades és conegut com a 2.5D perquè encara que els personatges i escenaris estan renderitzats en 3D, la majoria dels seus nivells no són tan lliures com un "veritables" plataformes en 3D. Altres exemples inclouen R-Type Delta, Sonic Colors, Sonic 3D, Sonic Unleashed, Gradius V, Contra: Shattered Soldier, Castlevania: The Dracula X Chronicles, George of the Jungle and the Search for the Secret, LittleBigPlanet i Sonic Generations.
Alguns jocs de baralla com Super Smash Bros., Marvel Vs. Capcom 3, Street Fighter IV, Mortal Kombat i BlazBlue també són en 2.5D mostrant escenaris en 3D i/o caràcters, però al mateix temps limita l'acció a un plànol 2D.
En alguns jocs, com Goemon's Great Adventure i Pandemonium, la zona de joc pot ser descrita com una superfície en 2D torçant-se i flexionés en un espai tridimensional. Dins d'aquesta superfície, el caràcter i la física es comporten com en un joc de plataformes en 2D tradicional. No obstant això, hi ha una sèrie de girs que no són possibles amb els jocs de plataformes en 2D normals: és comú en aquest tipus de jocs que el plànol de dues dimensions es creui amb si mateix o altres plans sobre certs punts, així creant de "canviadors de via" en el curs. Els jugadors poden explorar diferents àrees del món en 3D d'aquesta manera o poden ser retornats als punts anteriors sense problemes. Interaccions amb el "fons" (punts no accessibles en el paisatge en 3D) també són utilitzats àmpliament.